# 蚌埠公交103路
蚌埠公交103路是中国安徽省蚌埠市的一条公交线路，由小黄山首末站开往蚌埠火车站，是全市两条“拥军线路”之一，由蚌埠市公共交通集团运营、管理。目前该线路全部车辆均为安凯HFF6180G02CE5型18米铰接天然气空调车。

## 历史

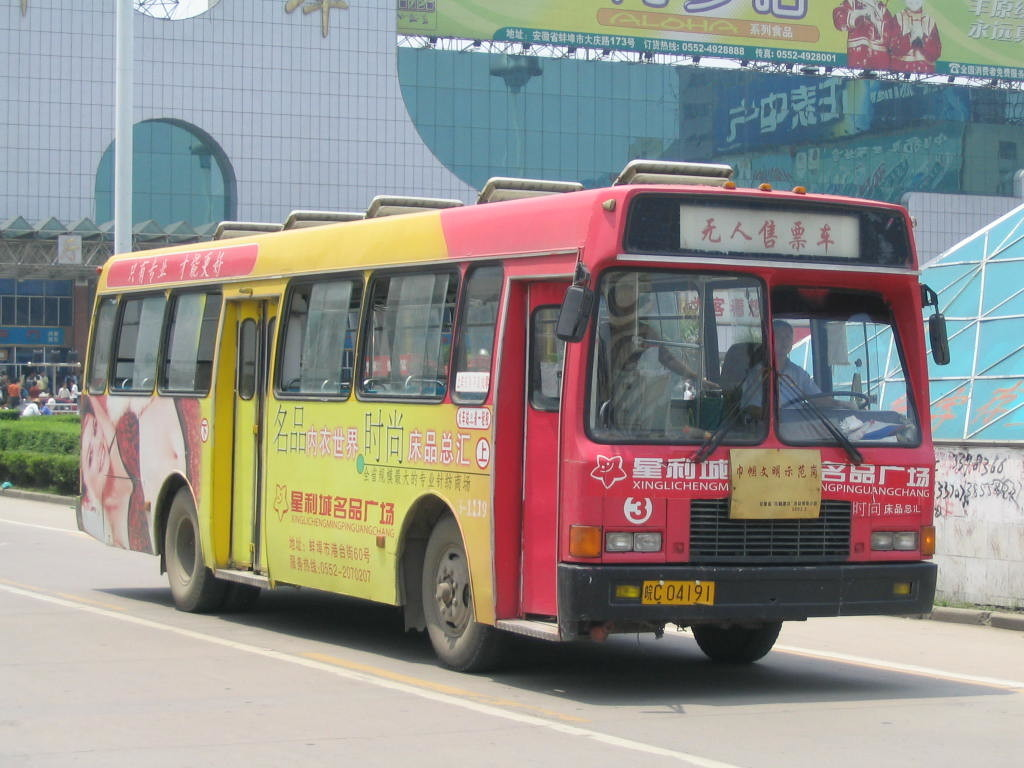
2002年拥有“巾帼文明示范岗”称号的3路班组车辆
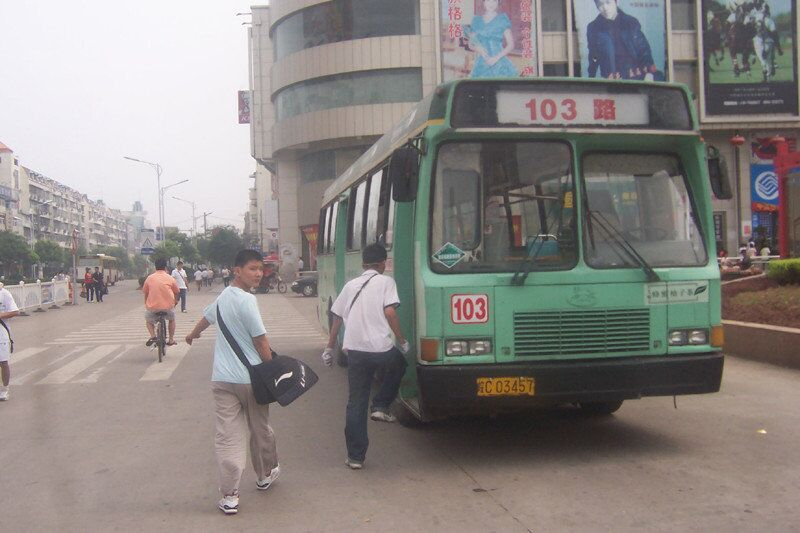
2004年使用福莱西宝客车的103路停靠在火车站
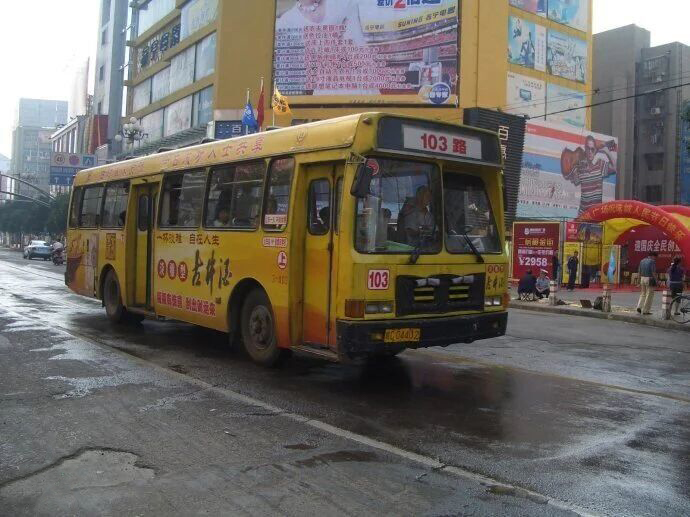
2004年行驶中的103路
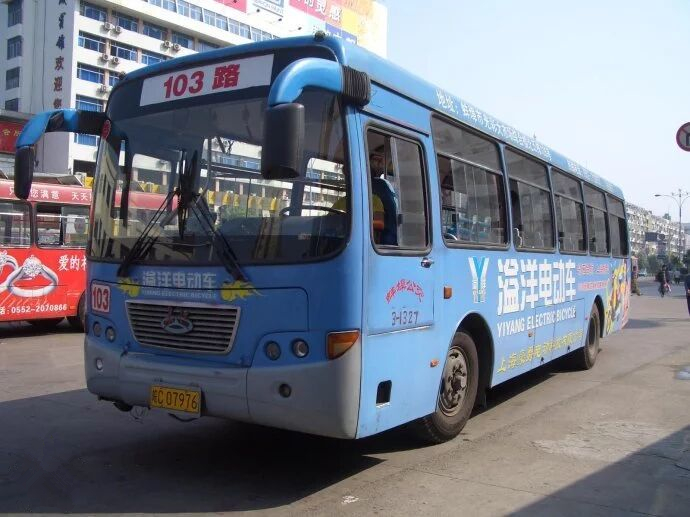
2005年公交改革后103路使用的全新长江客车
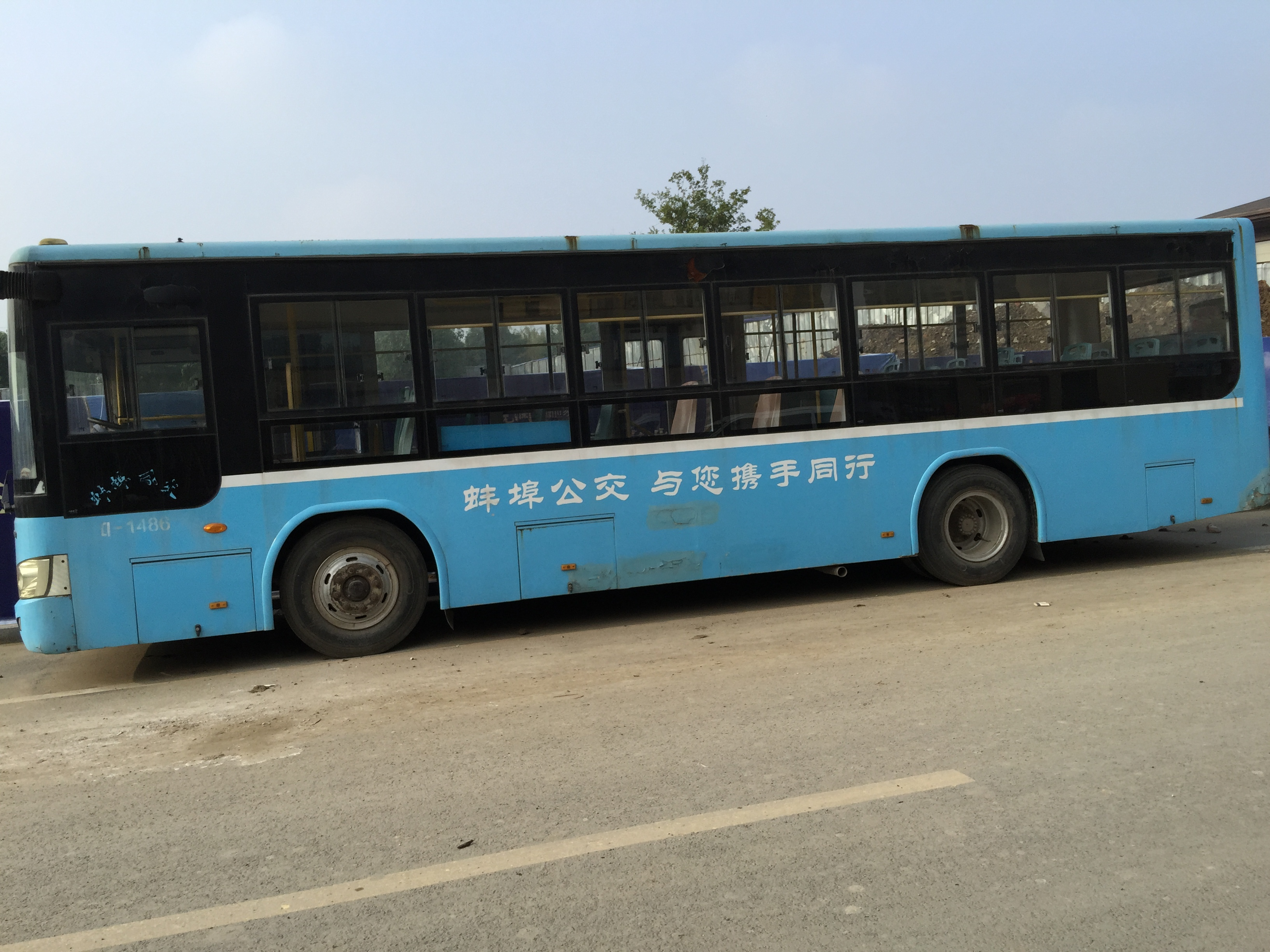
2009年103路使用的江淮客车
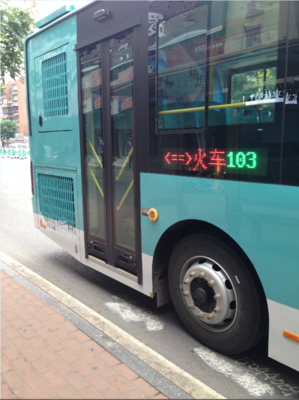
2013年103路使用的安凯14米三轴车辆
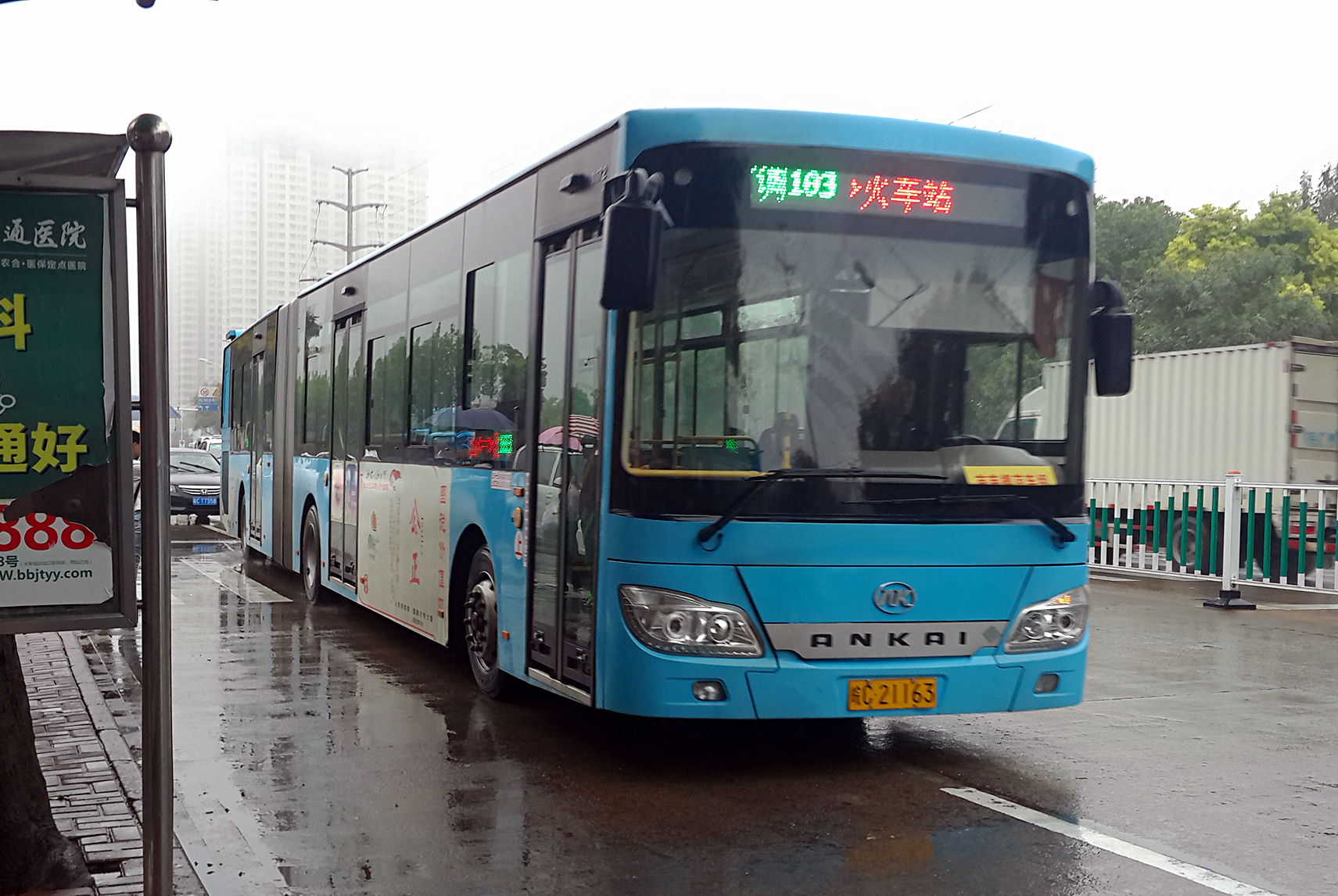
2014年雨中奔驰的103路铰接客车
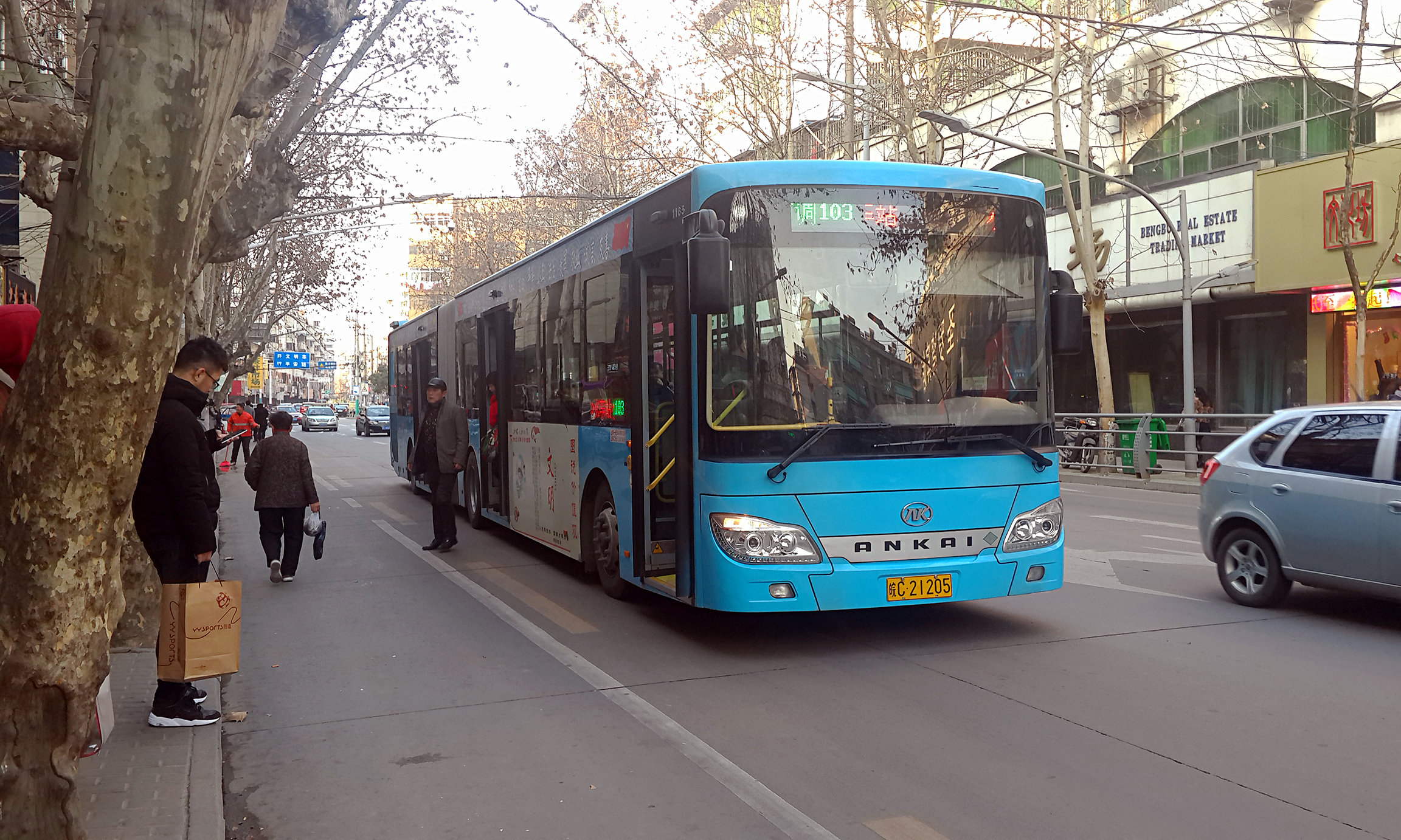
2017年103路在第二人民医院站
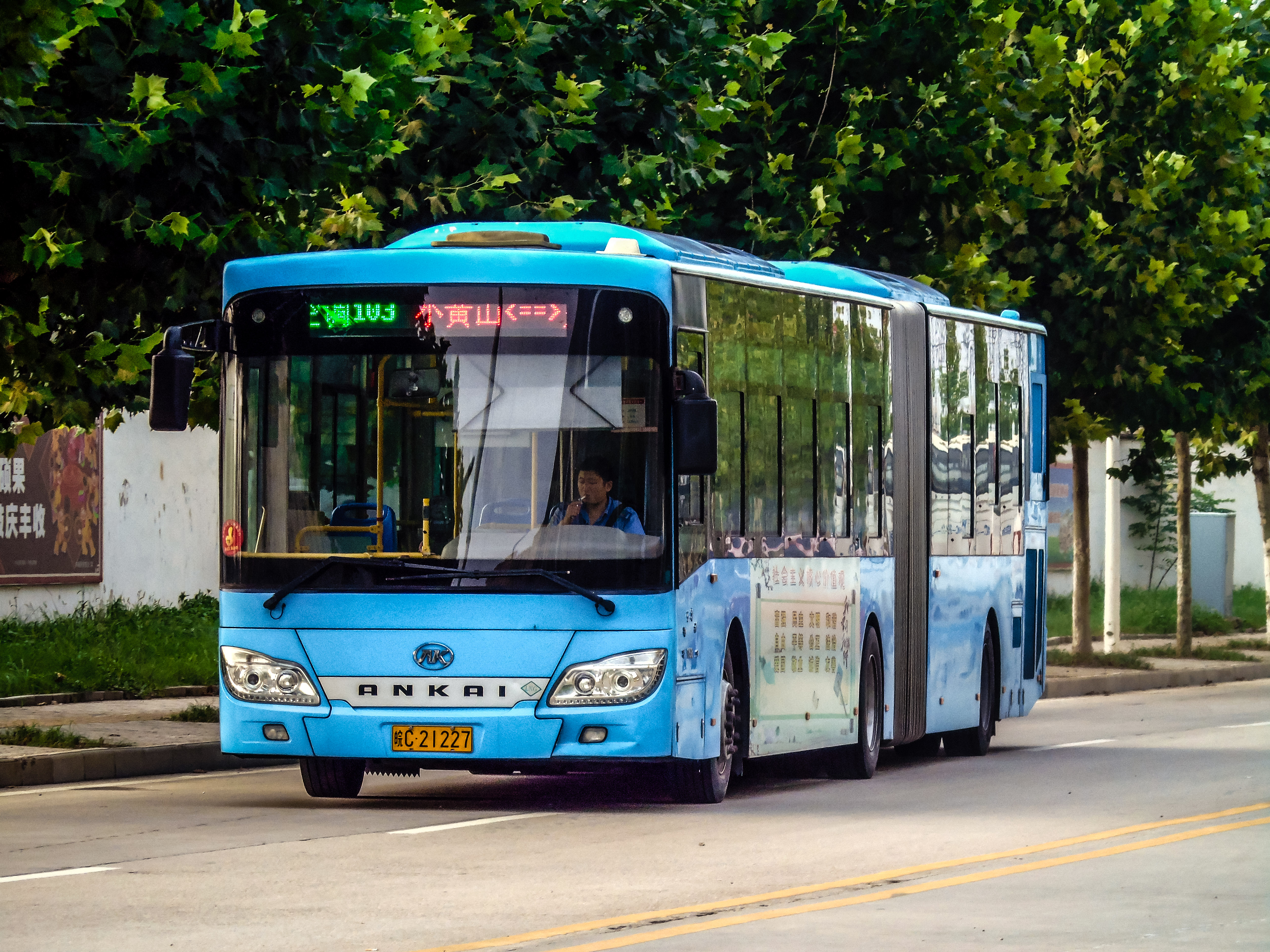
2017年103路在天河路

- 1970年代，蚌埠公交公司为方便西区南部市民出行，加强西南片区诸多高校及军校与主城区的联系，开通了3路公交。
- 2000年，3路率先实行无人售票制，并更换全新长江·福来西宝客车。
- 2005年，蚌埠公交公司实施公交改革，3路变更为103路，更换全新长江客车。[3][4]
- 2009年，蚌埠公交集团试水天然气公交车，购买了江淮双燃料客车，投放103路。[5]
- 2014年9月16日，蚌埠公交集团购置的安凯HFF6140G06CE5型14米三轴天然气空调车半数投放103路。[6]
- 2015年3月18日，蚌埠公交集团购置的安凯HFF6180G02CE5型18米铰接天然气空调车半数投放103路。[7]

## 站点

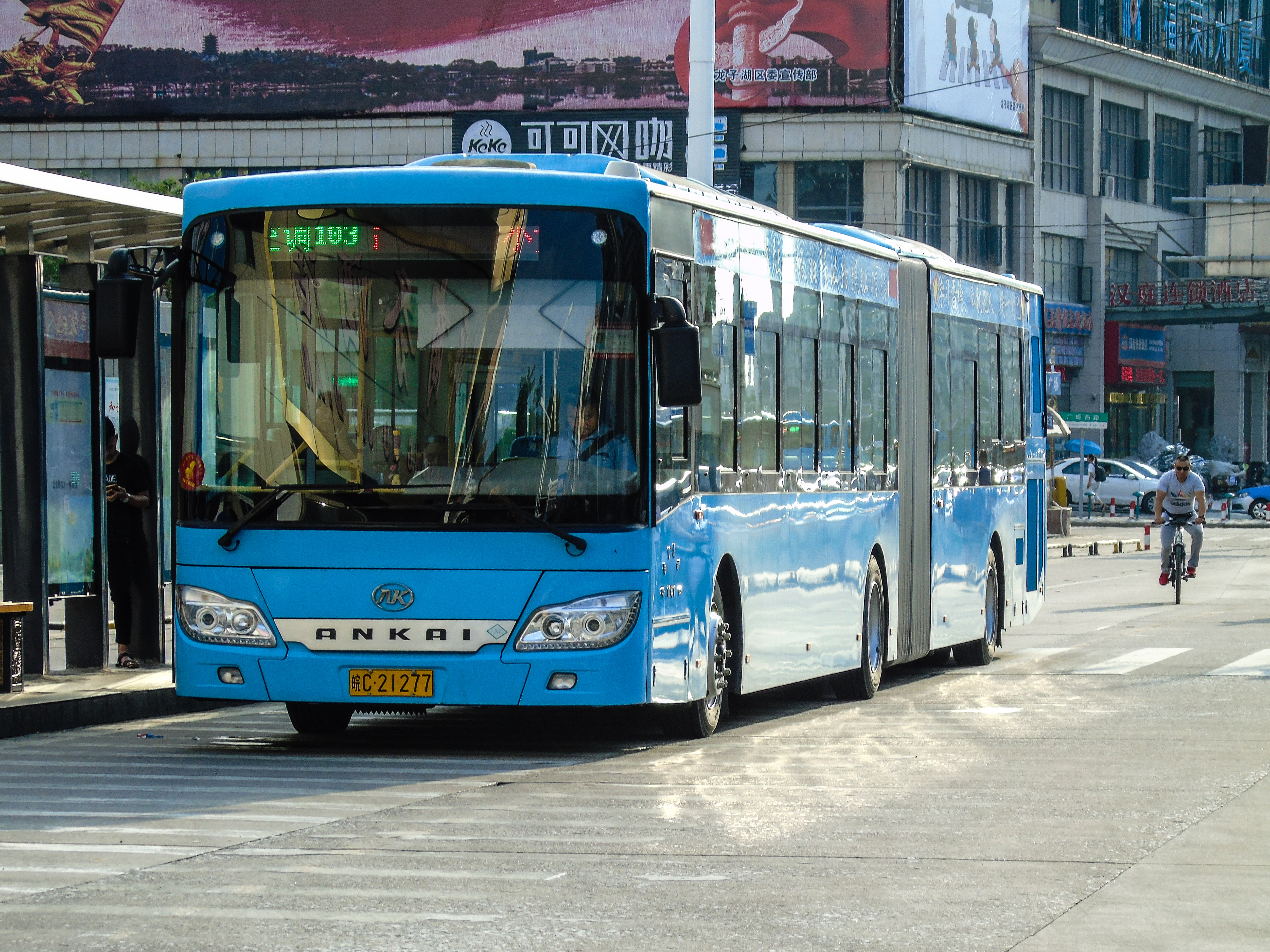
蚌埠公交103路在火车站

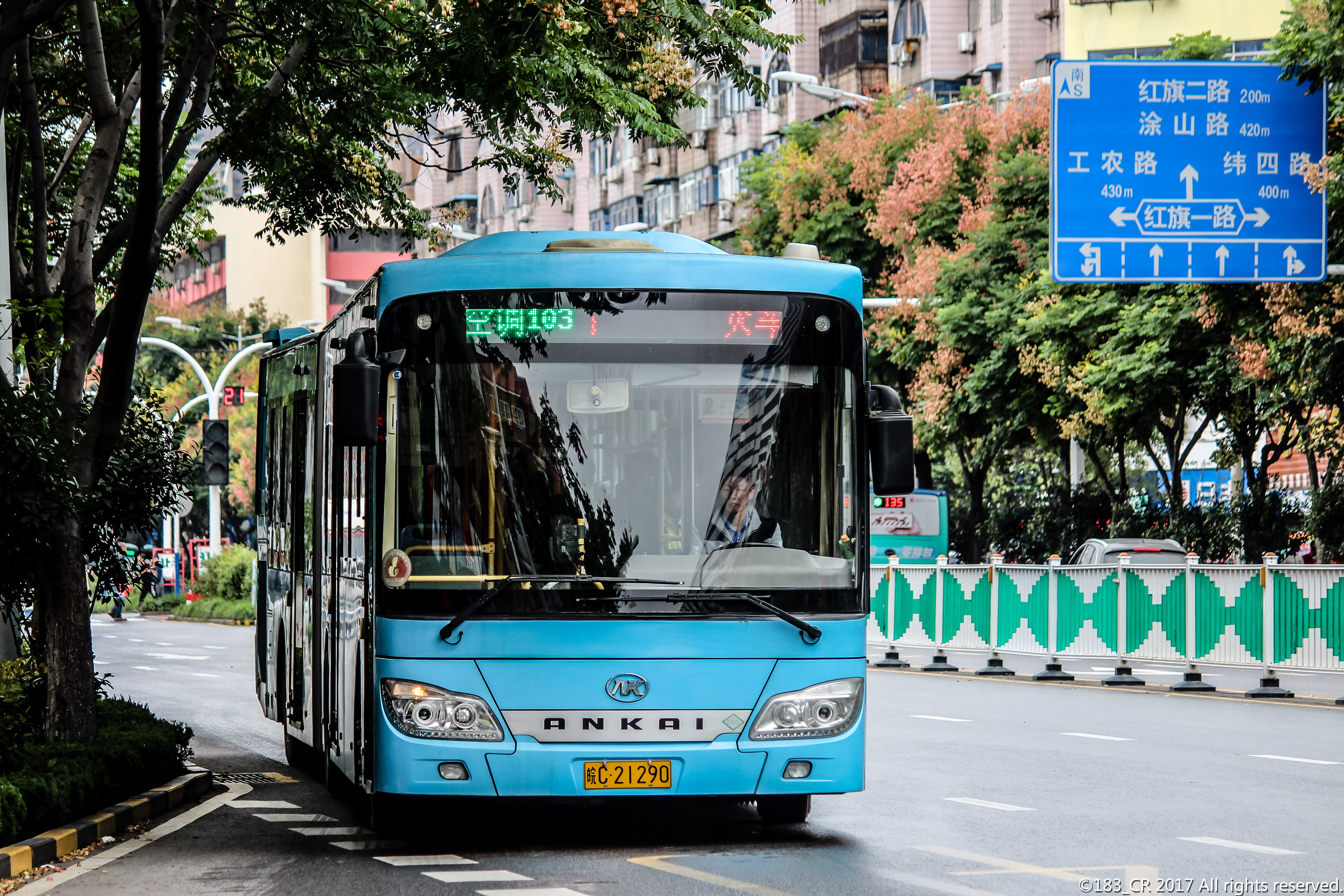
蚌埠公交103路在朝阳路·红旗一路站

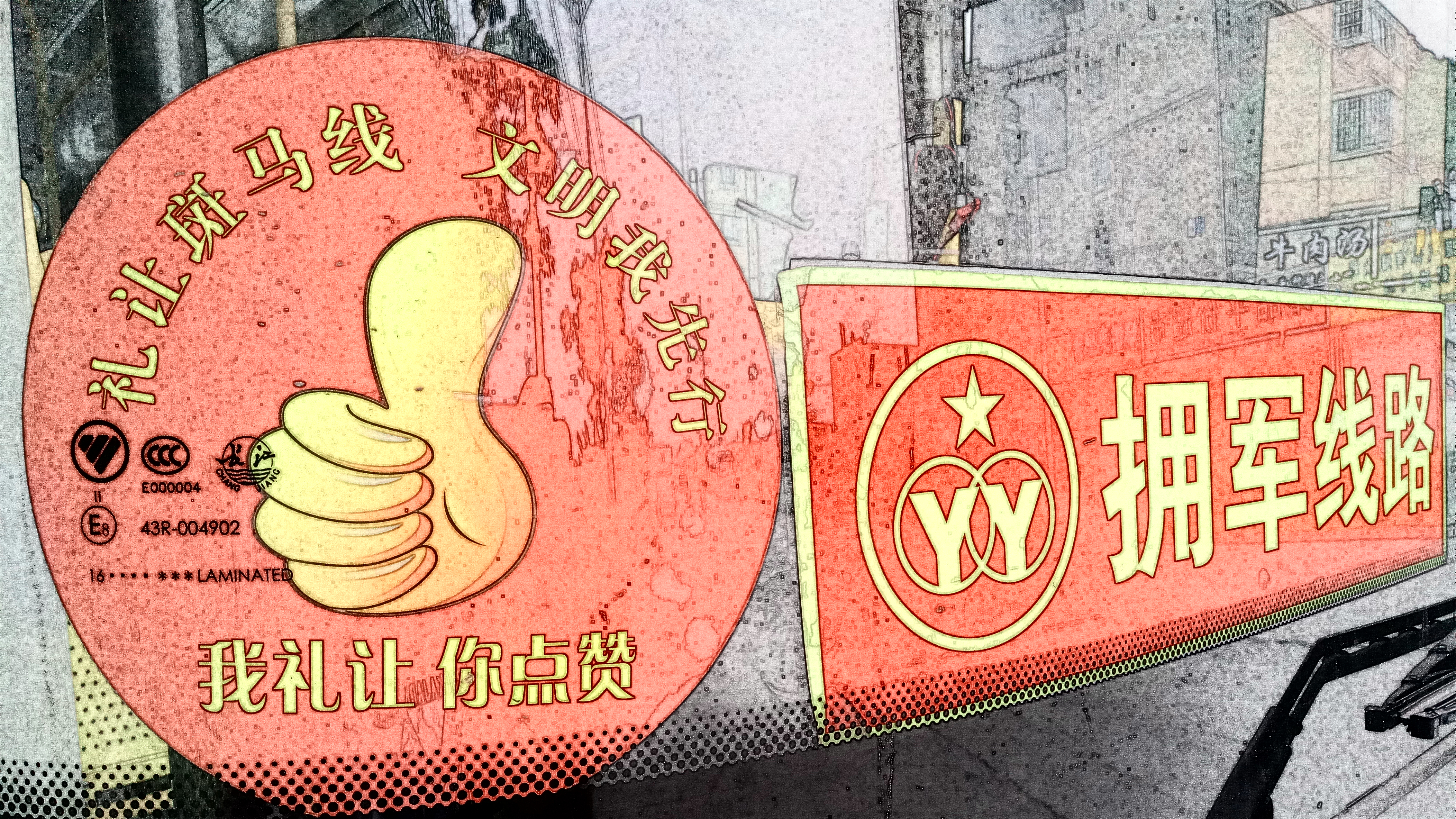
蚌埠公交“拥军线路”标识牌

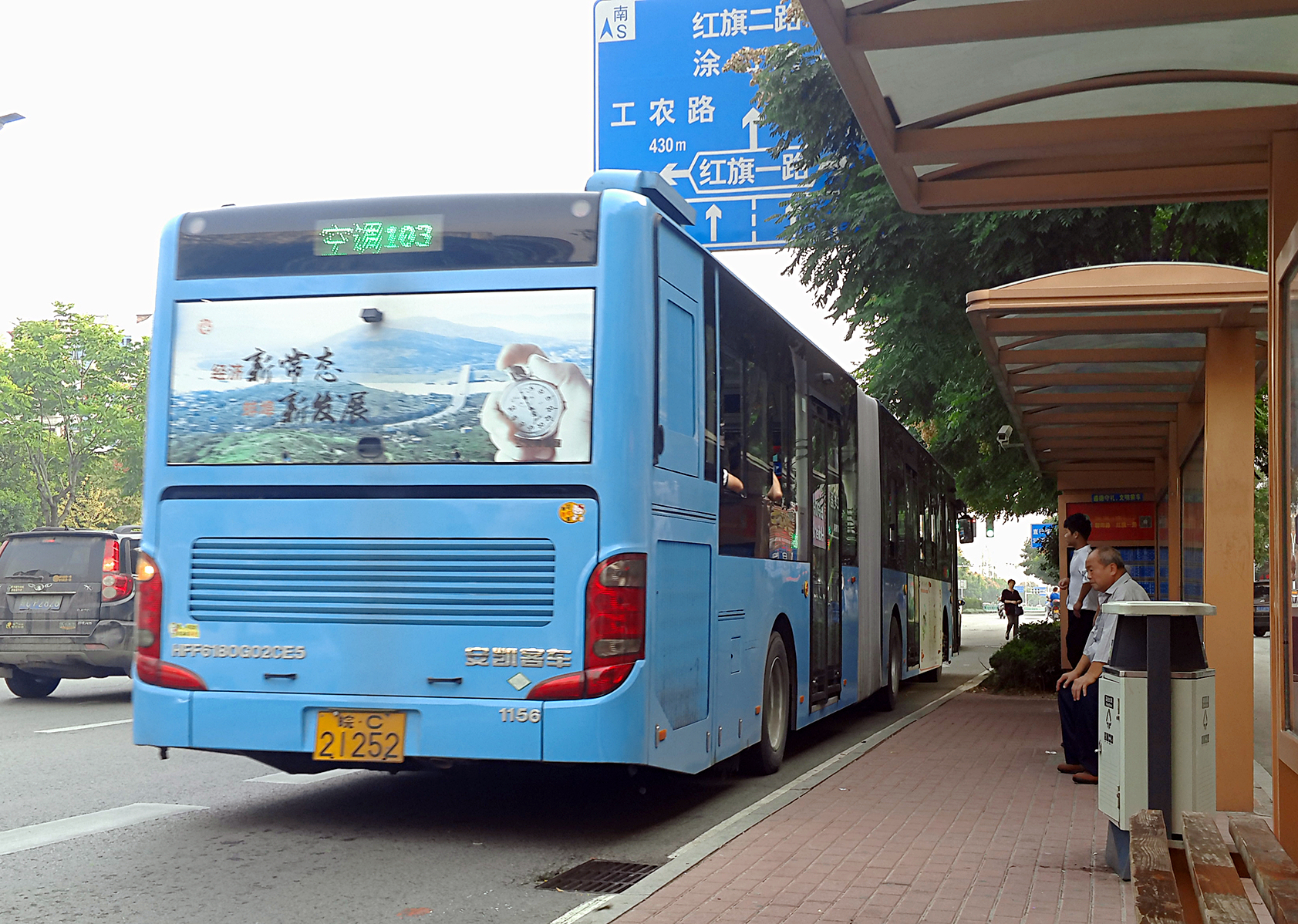
蚌埠公交103路安凯铰接客车尾部

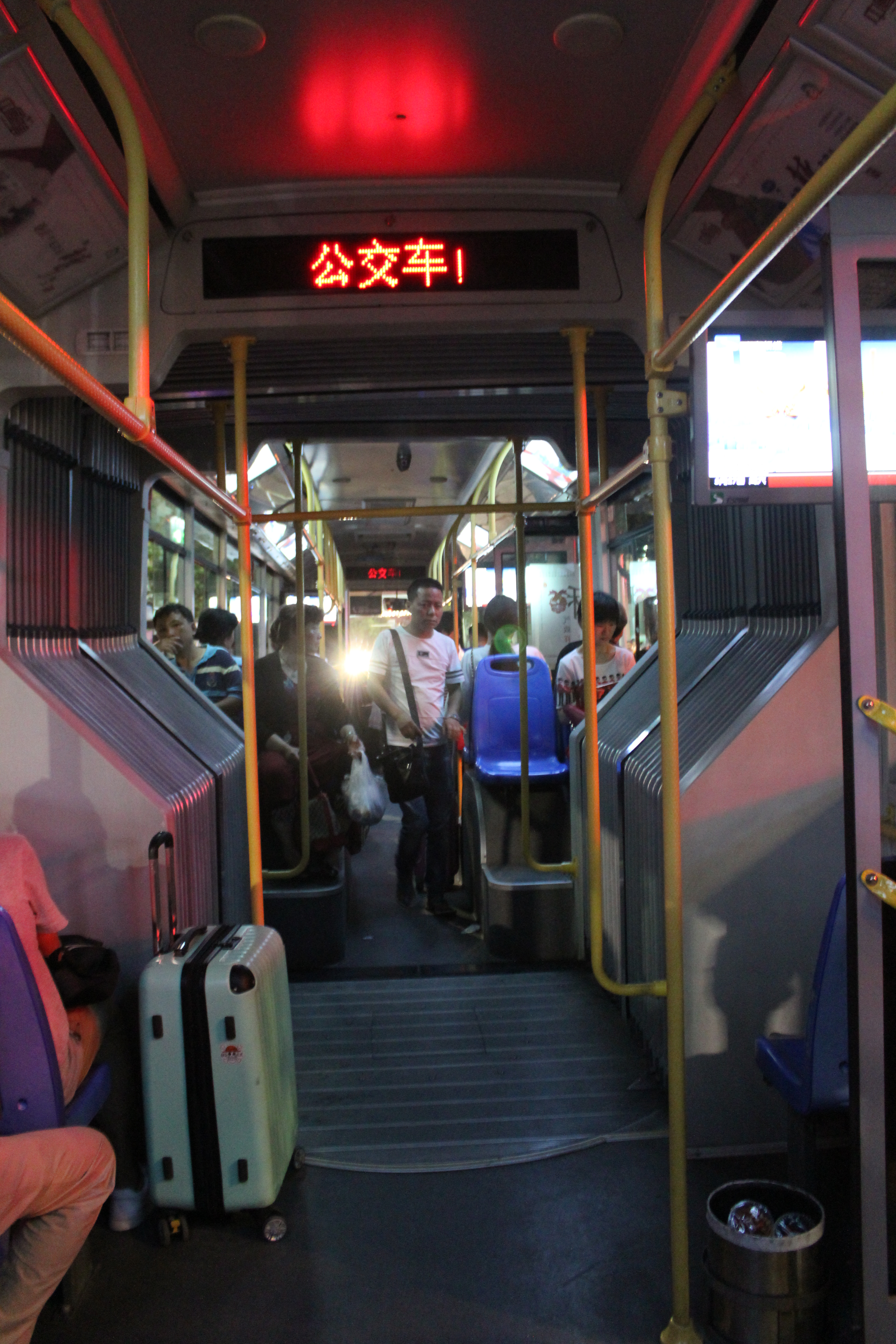
蚌埠公交103路安凯铰接客车内部

### 途经站
- 往小黄山 ： 火车站 - 解放一路·凤阳路 - 第二人民医院 - 百货大楼 - 新华图书城 - 太平街 - 一中 - 四中 - 朝阳路·红旗一路 - 南岗四路南 - 公交集团 - 朝阳路·红旗五路 - 南施家 - 钓鱼台生活城 - 十一中 - 南山郦都 - 陶店 - 干休所 - 123医院 - 迎河桥 - 高新区管委会 - 省一轻校 - 机电技师学院 - 山香村·山香医院 - 绿地世纪城 - 天河路 - 小黄山
- 往火车站 ： 小黄山 - 天河路 - 绿地世纪城 - 山香村·山香医院 - 机电技师学院 - 省一轻校 - 高新区管委会 - 迎河桥 - 123医院 - 干休所 - 陶店 - 南山郦都 - 十一中 - 钓鱼台生活城 - 南施家 - 朝阳路·红旗五路 - 公交集团 - 南岗四路南 - 朝阳路·红旗一路 - 四中 - 一中 - 太平街 - 新华图书城 - 百货大楼 - 第二人民医院 - 解放一路·凤阳路 - 火车站[8][9]

### 换乘站
以下内容均统计自：蚌埠市公共交通集团有限公司营运线路一览表
- 火车站 ： 101路 104路 107路 109路 110路 112路 115路 118路 128路 206路 207路 208路 301路 302路
- 第二人民医院 ： 101路 118路 104路 107路 109路 110路 111路 115路 128路 微3路 204路 206路 207路 208路
- 百货大楼 ： 102路 104路 110路 112路 128路 环线1路 301路 202路 204路
- 新华图书城 ： 102路 104路 105路 128路 环线1路 301路 204路
- 太平街 ： 102路 125路 136路 环线1路
- 一中 ： 101路 102路 106路 108路 116路 136路 环线1路 302路
- 四中 ： 101路 104路 119路 126路 135路 136路 环线1路
- 朝阳路·红旗一路 ： 104路 119路 135路 136路 环线1路
- 南岗四路南 ： 101路 110路 136路 机场专线
- 公交集团 ： 110路 136路
- 朝阳路·红旗五路 ： 110路 136路
- 南施家 ： 110路 微3路 机场专线
- 钓鱼台生活城 ： 118路 130路 133路 215路
- 十一中 ： 118路 130路 133路 215路
- 南山郦都 ： 118路 130路 140路 156路 215路
- 陶店 ： 130路 215路 机场专线
- 干休所 ： 122路
- 一二三医院 ： 122路
- 迎河桥 ： 122路
- 高新区管委会 ： 104路 中科电力专线
- 省一轻校 ： 104路
- 机电技师学院 ： 104路 111路 138路 中科电力专线
- 绿地世纪城 ： 138路 123路
- 天河路 ： 138路 123路 140路
- 小黄山 ： 138路 123路 140路

## 票价
- 未持卡乘客普通车投币1元，空调车投币2元。
- 持普通电子钱包卡普通车0.9元/次，空调车1.8元/次。
- 持学生月票卡普通车0.18元/次，成人卡0.36元/次，空调车加1元。
- 持老人卡、拥军卡、爱心卡的乘客免费乘车。[10]

## 资料来源
1. ↑  .   [2017-06-14]. （原始内容存档于2017-08-02）.
2. ↑  蚌埠双拥概况 蚌埠双拥网[永久]
3. ↑  .   [2017-08-20]. （原始内容存档于2020-10-31）.
4. ↑  .   [2017-08-20]. （原始内容存档于2019-07-24）.
5. ↑  .   [2017-06-14]. （原始内容存档于2017-07-31）.
6. ↑  .   [2017-06-14]. （原始内容存档于2017-10-05）.
7. ↑  .   [2017-06-14]. （原始内容存档于2017-08-06）.
8. ↑  .   [2017-06-14]. （原始内容存档于2017-07-08）.
9. ↑  蚌埠市公交103路、环线线路微调[永久]
10. ↑  .   [2017-06-17]. （原始内容存档于2018-03-09）.